# San José (Camarines Sur)
San José es un municipio filipino de cuarta clase, perteneciente a la provincia de Camarines Sur, en la región de Bicolandia.

## Toponimia
Se conoció en el pasado como «Patrocinio». El topónimo actual puede aparecer con las grafías «San Jose» y «San José».

## Organización territorial
Se divide en veintinueve barangayes, a saber:
- Adiangao
- Bagacay
- Bahay
- Boclod
- Calalahan
- Calawit
- Camagong
- Catalotoan
- Danlog
- Del Carmen
- Dolo
- Kinalansan
- Mampirao
- Manzana
- Minoro
- Palale
- Ponglon
- Pugay
- Sabang
- Salogon
- San Antonio
- San Juan
- San Vicente
- Santa Cruz
- Soledad
- Tagas
- Tambangan
- Telégrafo
- Tominawog

## Demografía
Según el censo de 2020, tenía empadronados 43 973 habitantes.